# Морру-Редонду
Морру-Редонду (порт. Morro Redondo) — муниципалитет в Бразилии, входит в штат Риу-Гранди-ду-Сул. Составная часть мезорегиона Юго-восток штата Риу-Гранди-ду-Сул. Входит в экономико-статистический микрорегион Пелотас. Население составляет 5945 человек на 2006 год. Занимает площадь 244,643 км². Плотность населения — 24,3 чел./км².

## История
Город основан 12 мая 1988 года.

## Статистика
- Валовой внутренний продукт на 2003 составляет 56 432 009,00 реалов (данные: Бразильский институт географии и статистики).
- Валовой внутренний продукт на душу населения на 2003 составляет 9454,18 реала (данные: Бразильский институт географии и статистики).
- Индекс развития человеческого потенциала на 2000 составляет 0,770 (данные: Программа развития ООН).

## География
Климат местности: умеренный. В соответствии с классификацией Кёппена, климат относится к категории Cfb.

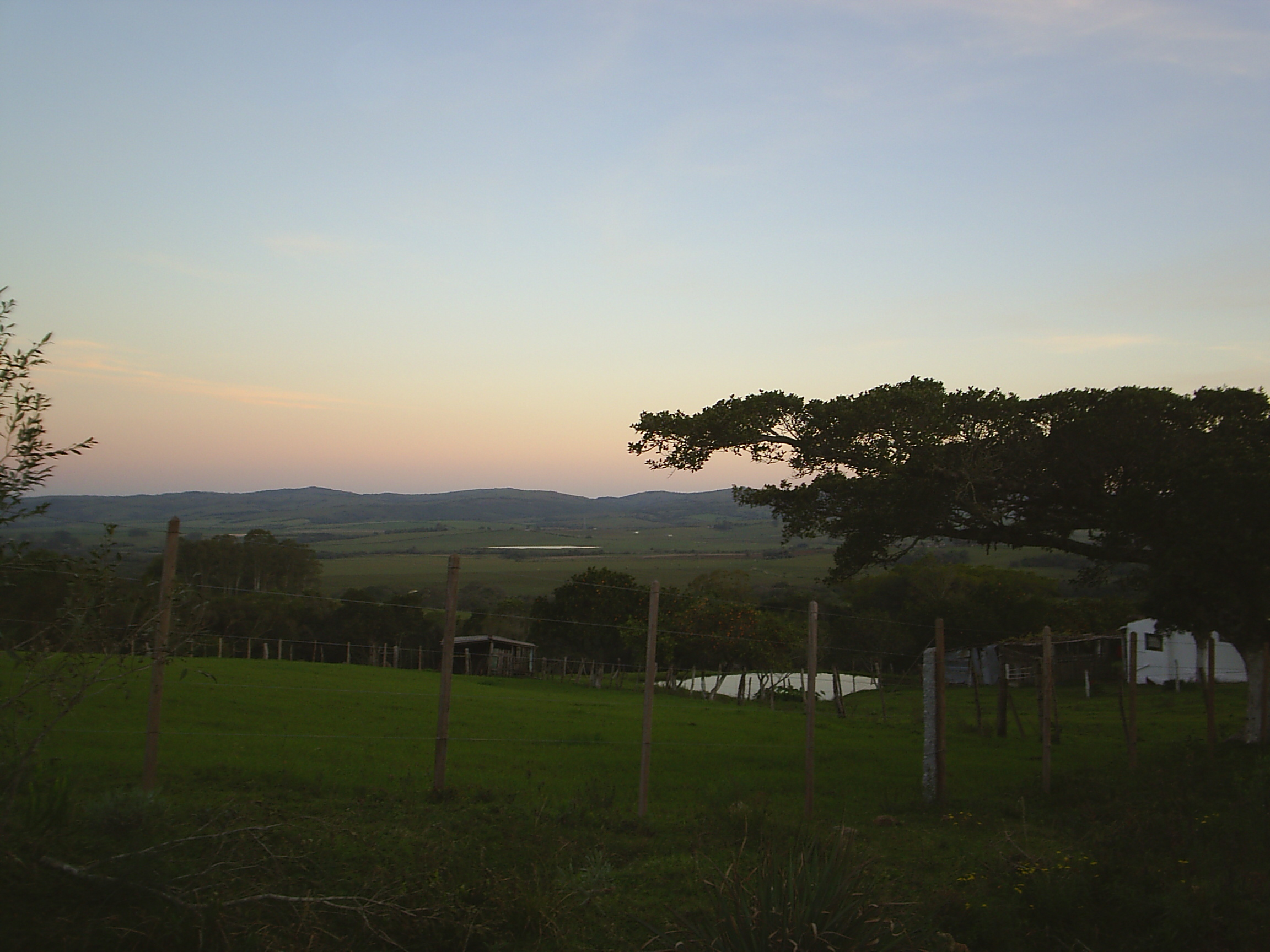